# Акуароли, Франческо (политик)
Франческо Акуароли (итал. Francesco Acquaroli; род. 25 сентября 1974, Мачерата) — итальянский политик, губернатор области Марке (с 2020).

## Биография
Окончил Политехнический университет Марке.
Финансовый консультант по профессии, в юности стал активистом Национального альянса. В 2009 году предпринял неудачную попытку избрания мэром города Потенца-Пичена, но в 2010 году стал депутатом регионального совета Марке от партии Народ свободы. Перейдя в партию «Братья Италии», в 2014 году был избран мэром Потенца-Пичены во втором туре с результатом 57 %. В 2015 году при поддержке «Братьев Италии» и Лиги Севера вступил в борьбу за кресло губернатора области Марке, но добился лишь третьего результата (за него проголосовали 18,98 % избирателей, а за возглавляемый им список кандидатов в региональный совет — 19,53 %). В 2018 году в качестве кандидата Братьев Италии победил на парламентских выборах и в соответствии с законом ушёл в отставку с должности мэра.
20-21 сентября 2020 года возглавил на региональных выборах в области Марке правоцентристскую коалицию на основе местного списка Лиги Севера с участием партий «Вперёд, Италия» и «Братья Италии», которая победила с результатом 49,1 %, что обеспечило ей 19 мест в региональном совете из 30, а левоцентристы во главе Маурицио Манджаларди (Maurizio Mangialardi) заручились поддержкой 37,3 % и получили 9 мест (8,6 % Движения пяти звёзд принесли ему два депутатских мандата).
30 сентября 2020 года центральный региональный офис апелляционного суда Марке официально утвердил результаты выборов, и Акуароли вступил в должность.